# Yabassi
Yabassi è una città del Camerun sudoccidentale, capoluogo del dipartimento di Nkam (regione del Litorale).
Sorge ad alcune decine di chilometri di distanza dalla costa del golfo di Guinea e ad un centinaio di chilometri da Douala, in direzione nordest.